# هانس دورمباخ
هانس دورمباخ (انگلیسی: Hans Dormbach؛ زادهٔ ۴ ژوئن ۱۹۰۸) دوچرخه‌سوار اهل آلمان است.